# منطقه بریلوئن
منطقه بریلوئن (Brillouin Zone) یک مفهوم بنیادین در فیزیک مواد و فیزیک حالت جامد است که برای تحلیل خواص الکترونی، نوری، و مکانیکی مواد بلوری و دوره‌ای استفاده می‌شود. این مفهوم در مدل‌سازی‌های مختلف در زمینه‌هایی مانند مهندسی مواد، فیزیک مواد، و الکترونیک نقشی کلیدی دارد. منطقه بریلوئن به عنوان یک فضای متقابل، ساختار بلوری مواد را در فضای متقابل توصیف می‌کند و به‌طور خاص در تحلیل رفتار الکترون‌ها، امواج و دیگر ذرات در بلورها به‌کار می‌رود. برخلاف فضاهای معمولی، در تحلیل‌های مربوط به منطقه بریلوئن از فضای متقابل استفاده می‌شود که در آن ویژگی‌های بلورها به‌صورت امواج و ارتعاشات مدل‌سازی می‌شوند.

## تعریف و اهمیت منطقه بریلوئن
مفهوم منطقه بریلوئن برای اولین بار در دهه ۱۹۳۰ توسط فیزیکدان فرانسوی، لئون بریلوئن، معرفی شد. این ابزار در فیزیک بلورها و تحلیل خواص مکانیکی و الکترومغناطیسی مواد بلوری و دوره‌ای اهمیت بسیاری دارد.
بریلوئن با استفاده از مفهوم فضای متقابل و تحلیل رفتارهای موجی در ساختارهای بلوری که به‌طور دوره‌ای تکرار می‌شوند، ویژگی‌های فیزیکی این مواد را بررسی کرد. این مفهوم، به‌ویژه در تحلیل حرکت الکترون در بلورها، رفتار نوارهای انرژی، و ویژگی‌های نوری مواد کاربرد دارد.

شبکه‌های متقابل (نقطه‌ها) و اولین مناطق بریلوئن مربوط: الف) شبکه مربع ب) شبکه شش ضلعی

منطقه بریلوئن به‌طور خاص به‌عنوان ابزاری برای مدل‌سازی رفتار امواج بلاخ (Bloch waves) عمل می‌کند. در این مدل، الکترون‌ها در یک ساختار بلوری حرکت کرده و ویژگی‌های خود را به‌طور دوره‌ای تکرار می‌کنند، به‌طوری که حرکت آن‌ها به‌طور متناوب در فضاهای بلوری تکرار می‌شود. این منطقه ابزار اصلی در تحلیل ساختارهای بلوری و مواد دوره‌ای است و در طراحی مواد جدید و سیستم‌های الکترونیکی پیچیده نیز کاربردهای گسترده‌ای دارد.

#### روش‌های محاسبه و نقاط ویژه
تحلیل منطقه بریلوئن، به‌ویژه در سیستم‌های پیچیده و بزرگ، به محاسبات دقیق و کارآمدی نیاز دارد. برای کاهش هزینه‌های محاسباتی و افزایش دقت نتایج، روش‌های مختلفی برای محاسبه نقاط ویژه در منطقه بریلوئن توسعه یافته است. از جمله این روش‌ها می‌توان به روش Chadi-Cohen و Gilat-Raubenheimer اشاره کرد که در تحلیل و بهینه‌سازی محاسبات طیفی و چگالی حالت‌ها کاربرد دارند. این روش‌ها به‌طور خاص در تحلیل دقیق‌تر رفتار الکترون‌ها و امواج در مواد بلوری مفید است.
یکی از ابزارهای مفید در تحلیل‌های منطقه بریلوئن، محاسبه "mean-value point" است. این نقطه به‌عنوان تقریبی برای مقدار متوسط یک تابع دوره‌ای در کل منطقه بریلوئن به‌کار می‌رود. استفاده از این نقاط ویژه می‌تواند به‌طور مؤثری سرعت محاسبات را افزایش دهد و در تحلیل‌های مختلف عملکردی مفید باشد. در محاسبات پیچیده‌تر، استفاده از هم‌ارزی‌سازی نقاط در فضای متقابل برای کاهش پیچیدگی محاسبات ضروری است.

#### چالش‌ها و روش‌های جدید
با وجود مزایای فراوان، استفاده از منطقه بریلوئن همچنان با چالش‌هایی همراه است. یکی از مشکلات عمده در این زمینه، تحلیل لبه‌های منطقه بریلوئن است که می‌تواند به از دست رفتن اطلاعات و ویژگی‌های مهم منجر شود. این مشکل در طراحی ساختاری‌های فوتونی و بلورهای پیچیده اهمیت بیشتری پیدا می‌کند. برای حل این مشکل، محققان روش‌های جدیدی را توسعه داده‌اند که به بهینه‌سازی محاسبات و افزایش دقت نتایج کمک می‌کنند.
یکی از این روش‌ها استفاده از شبکه‌های غیر یکنواخت است که به‌طور خاص برای بهینه‌سازی محاسبات در نواحی پیچیده و متقارن به‌کار می‌رود. همچنین، استفاده از تکنیک تسلیشن Voronoi به‌عنوان ابزاری برای کاهش هزینه‌های محاسباتی و بهینه‌سازی محاسبات در فضاهای پیچیده معرفی شده است.

## منطقه بریلوئن در سیستم‌های غیر هرمی
در سیستم‌های غیر هرمی که دارای ساختارهای هندسی پیچیده‌تری نسبت به سیستم‌های هرمی هستند، توسعه منطقه بریلوئن ضروری است. این نوع منطقه تحت عنوان «منطقه بریلوئن تعمیم‌یافته» شناخته می‌شود و به‌طور خاص برای تحلیل رفتار سیستم‌های غیر هرمی طراحی شده است. سیستم‌هایی که دارای ویژگی‌های ترمودینامیکی خاص و مرزهای باز هستند، نیاز به تحلیل دقیق‌تری دارند. استفاده از منطقه بریلوئن تعمیم‌یافته به‌ویژه در تحلیل سیستم‌های پیچیده مانند مواد نانو، بلورهای فوتونیک و سیستم‌های نیمه‌رسانا کمک شایانی می‌کند.

##### منطقه بریلوئن در فیزیک و علم مواد

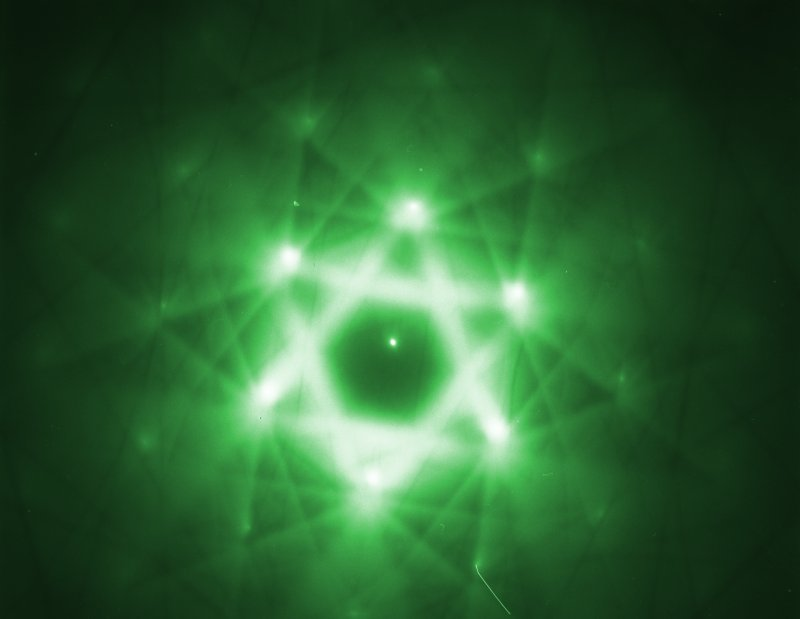
ساخت ناحیه بریلوئن با پراش ناحیه انتخاب شده، با استفاده از ۳۰۰ کیلو الکترون ولت.

منطقه بریلوئن در فیزیک نظری و علم مواد نه‌تنها به‌عنوان ابزار بنیادی بلکه به‌طور عملی درمهندسی مواد جدید با خواص خاص نیز کاربرد دارد. این ابزار در طراحی مواد نانو، کریستال‌های فوتونی، و همچنین تحلیل ویژگی‌های الکترونیکی و نوری مفید است. برای مثال، در طراحی مواد نیمه‌رسانا و ابررسانا، تحلیل نوار انرژی و رفتار الکترون‌ها در منطقه بریلوئن نقش اساسی ایفا می‌کند. این تحلیل‌ها در توسعه تراشه‌های الکترونیکی و سیستم‌های فتوولتائیک نیز کاربرد گسترده‌ای دارند.

###### پیشرفت‌ها و آینده
در سال‌های اخیر، با پیشرفت‌های چشمگیر در الگوریتم‌ها و شبیه‌سازی‌های کامپیوتری، مدل‌سازی رفتار مواد در مقیاس‌های نانو و میکرو به‌دقت بیشتری انجام شده است. این پیشرفت‌ها به‌ویژه در سیستم‌های پیچیده و متقارن، مانند مواد دو بعدی و گرافن، تأثیر زیادی داشته‌اند. همچنین، با افزایش توان محاسباتی و پیشرفت‌های فناوری‌های رایانه‌ای، محاسبه ویژگی‌های منطقه بریلوئن در سیستم‌های بزرگ و پیچیده‌تر بهتر انجام می‌شود.

## نتیجه‌گیری
در نهایت، منطقه بریلوئن همچنان به‌عنوان ابزاری حیاتی در فیزیک مواد، مهندسی مواد پیشرفته، و نوآوری‌های فناوری باقی خواهد ماند. این ابزار به‌ویژه در توسعه مواد با ویژگی‌های خاص مانند مواد ابررسانا و فتونیک نقش اساسی دارد و با توجه به پیشرفت‌های اخیر، انتظار می‌رود که کاربردهای آن در آینده افزایش یابد.